# Nipponaphis javanica
Nipponaphis javanica är en insektsart. Nipponaphis javanica ingår i släktet Nipponaphis och familjen långrörsbladlöss. Inga underarter finns listade i Catalogue of Life.